# Paspalum urvillei
Paspalum urvillei é uma espécie de planta com flor pertencente à família Poaceae. 
A autoridade científica da espécie é Steud., tendo sido publicada em Synopsis Plantarum Glumacearum 1: 24. 1855 (1853).
É uma espécie de erva conhecida pelo nome comum capim-da-roça, capim-das-estradas, milhã-grande e paspalão.
É nativa da América do Sul, e é conhecido em algumas partes da América do Norte como uma espécie introduzida.

## Descrição e habitat
É uma erva daninha, uma planta perturbadora. Cresce muitas vezes em áreas úmidas. Esta é uma gramínea perene rizomatosa que pode atingir 2 metros de altura. As folhas são de até 2,5 cm de largura e tem uma grande lígula perceptível. A inflorescência é uma propagação ou caídas gama de até 20 ramos alinhados com espiguetas arredondados.

## Portugal
Trata-se de uma espécie presente no território português, nomeadamente em Portugal Continental e no Arquipélago dos Açores.
Em termos de naturalidade é introduzida nas duas regiões atrás indicadas.

## Protecção
Encontra-se/Não se encontra protegida por legislação portuguesa ou da Comunidade Europeia, nomeadadamente pelo Anexo  da Directiva Habitats e pelo Anexo  da Convenção sobre a Vida Selvagem e os Habitats Naturais na Europa e pelo .